# Sonnac, Charente-Maritime

Sonnac este o comună în departamentul Charente-Maritime, Franța. În 1 ianuarie 2022 avea o populație de 503 de locuitori.